# Olympische Sommerspiele 1948/Wasserball
Bei den XIV. Olympischen Spielen 1948 in London fand ein Wasserball-Turnier statt. Austragungsort war der Wembley Empire Pool (heute als Wembley Arena bekannt).

## Medaillengewinner
| Platz | Land | Spieler |
| ----- | ---- | --- |
| 1     | ITA  | Gildo Arena, Pasquale Buonocore, Emilio Bulgarelli, Aldo Ghira, Mario Majoni, Geminio Ognio, Gianfranco Pandolfini, Tullio Pandolfini, Cesare Rubini       |
| 2     | HUN  | Jenő Brandi, Oszkár Csuvik, Dezső Fábián, Dezső Gyarmati, Endre Győrfi, Miklós Holop, László Jeney, Dezső Lemhényi, Pál Pók, Károly Szittya, István Szívós |
| 3     | NED  | Cor Braasem, Ruud van Feggelen, Hennie Keetelaar, Nijs Korevaar, Joop Rohner, Frits Ruimschotel, Piet Salomons, Frits Smol, Hans Stam                      |

## Turnier

### Erste Runde
Gruppe A
| Platz | Team               | Siege | Unent. | Ndlg. | Tore | Diff. | Punkte |
| ----- | ------------------ | ----- | ------ | ----- | ---- | ----- | ------ |
| 1.    | Belgien            | 1     | 1      | 0     | 14:5 | + 9   | 3      |
| 2.    | Vereinigte Staaten | 1     | 1      | 0     | 11:4 | + 7   | 3      |
| 3.    | Uruguay            | 0     | 0      | 2     | 1:17 | − 16  | 0      |

| 30. Juli | Belgien | Uruguay | 10:1 |
| 31. Juli | Uruguay | USA     | 0:7  |
| 31. Juli | Belgien | USA     | 4:4  |

Gruppe B
| Platz | Team     | Siege | Unent. | Ndlg. | Tore | Diff. | Punkte |
| ----- | -------- | ----- | ------ | ----- | ---- | ----- | ------ |
| 1.    | Schweden | 2     | 0      | 0     | 10:2 | + 8   | 4      |
| 2.    | Spanien  | 1     | 0      | 1     | 6:5  | + 1   | 2      |
| 3.    | Schweiz  | 0     | 0      | 2     | 2:11 | − 9   | 0      |

| 29. Juli | Schweden | Schweiz | 6:1 |
| 30. Juli | Schweden | Spanien | 4:1 |
| 31. Juli | Schweiz  | Spanien | 1:5 |

Gruppe C
| Platz | Team        | Siege | Unent. | Ndlg. | Tore | Diff. | Punkte |
| ----- | ----------- | ----- | ------ | ----- | ---- | ----- | ------ |
| 1.    | Niederlande | 2     | 0      | 0     | 26:1 | + 25  | 4      |
| 2.    | Indien      | 1     | 0      | 1     | 8:16 | − 8   | 2      |
| 3.    | Chile       | 0     | 0      | 2     | 4:21 | − 17  | 0      |

| 30. Juli | Niederlande | Indien | 12:1 |
| 30. Juli | Chile       | Indien | 4:7  |
| 31. Juli | Niederlande | Chile  | 14:0 |

Gruppe D
| Platz | Team        | Siege | Unent. | Ndlg. | Tore | Diff. | Punkte |
| ----- | ----------- | ----- | ------ | ----- | ---- | ----- | ------ |
| 1.    | Italien     | 1     | 1      | 0     | 13:4 | + 9   | 3      |
| 2.    | Jugoslawien | 1     | 1      | 0     | 16:7 | + 9   | 3      |
| 3.    | Australien  | 0     | 0      | 2     | 3:21 | − 18  | 0      |

| 30. Juli  | Italien     | Australien  | 9:0  |
| 30. Juli  | Jugoslawien | Australien  | 12:3 |
| 1. August | Italien     | Jugoslawien | 4:4  |

Gruppe E
| Platz | Team                   | Siege | Unent. | Ndlg. | Tore | Diff. | Punkte |
| ----- | ---------------------- | ----- | ------ | ----- | ---- | ----- | ------ |
| 1.    | Ungarn                 | 2     | 0      | 0     | 16:4 | + 12  | 4      |
| 2.    | Ägypten                | 0     | 1      | 1     | 5:8  | − 3   | 1      |
| 3.    | Vereinigtes Königreich | 0     | 1      | 1     | 5:14 | − 9   | 1      |

| 31. Juli  | Ungarn  | Großbritannien | 11:2 |
| 31. Juli  | Ägypten | Großbritannien | 3:3  |
| 1. August | Ungarn  | Ägypten        | 5:2  |

Gruppe F
| Platz | Team         | Siege | Unent. | Ndlg. | Tore | Diff. | Punkte |
| ----- | ------------ | ----- | ------ | ----- | ---- | ----- | ------ |
| 1.    | Frankreich   | 2     | 0      | 0     | 11:2 | + 9   | 4      |
| 2.    | Argentinien  | 1     | 0      | 1     | 7:6  | + 1   | 2      |
| 3.    | Griechenland | 0     | 0      | 2     | 3:13 | − 10  | 0      |

| 30. Juli | Frankreich  | Argentinien  | 4:1 |
| 30. Juli | Argentinien | Griechenland | 6:2 |
| 31. Juli | Frankreich  | Griechenland | 7:1 |

### Zweite Runde
Gruppe G
| Platz | Team               | Siege | Unent. | Ndlg. | Tore | Diff. | Punkte |
| ----- | ------------------ | ----- | ------ | ----- | ---- | ----- | ------ |
| 1.    | Schweden           | 1     | 1      | 0     | 8:1  | + 7   | 3      |
| 2.    | Belgien            | 0     | 2      | 0     | 5:5  | 0     | 2      |
| 3.    | Vereinigte Staaten | 0     | 1      | 1     | 4:11 | − 7   | 1      |

| 2. August | Belgien | Schweden | 1:1 |
| 3. August | USA     | Schweden | 0:7 |

Gruppe H
| Platz | Team        | Siege | Unent. | Ndlg. | Tore | Diff. | Punkte |
| ----- | ----------- | ----- | ------ | ----- | ---- | ----- | ------ |
| 1.    | Niederlande | 2     | 0      | 0     | 17:3 | + 14  | 4      |
| 2.    | Spanien     | 1     | 0      | 1     | 13:6 | + 7   | 2      |
| 3.    | Indien      | 0     | 0      | 2     | 2:23 | − 21  | 0      |

| 2. August | Spanien | Niederlande | 2:5  |
| 3. August | Spanien | Indien      | 11:1 |

Gruppe I
| Platz | Team        | Siege | Unent. | Ndlg. | Tore | Diff. | Punkte |
| ----- | ----------- | ----- | ------ | ----- | ---- | ----- | ------ |
| 1.    | Italien     | 1     | 1      | 0     | 8:7  | + 1   | 3      |
| 2.    | Ungarn      | 1     | 0      | 1     | 6:5  | + 1   | 2      |
| 3.    | Jugoslawien | 0     | 1      | 1     | 5:7  | − 2   | 1      |

| 2. August | Italien     | Ungarn | 4:3 |
| 2. August | Jugoslawien | Ungarn | 1:3 |

Gruppe J
| Platz | Team        | Siege | Unent. | Ndlg. | Tore | Diff. | Punkte |
| ----- | ----------- | ----- | ------ | ----- | ---- | ----- | ------ |
| 1.    | Frankreich  | 1     | 1      | 0     | 7:4  | + 3   | 3      |
| 2.    | Ägypten     | 0     | 2      | 0     | 7:7  | 0     | 2      |
| 3.    | Argentinien | 0     | 1      | 1     | 5:8  | − 3   | 1      |

| 2. August | Ägypten | Frankreich  | 3:3 |
| 2. August | Ägypten | Argentinien | 4:4 |

### Dritte Runde
Gruppe K
| Platz | Team        | Siege | Unent. | Ndlg. | Tore | Diff. | Punkte |
| ----- | ----------- | ----- | ------ | ----- | ---- | ----- | ------ |
| 1.    | Niederlande | 2     | 1      | 0     | 13:8 | + 5   | 5      |
| 2.    | Belgien     | 1     | 2      | 0     | 8:5  | + 3   | 4      |
| 3.    | Schweden    | 1     | 1      | 1     | 8:7  | + 1   | 3      |
| 4.    | Spanien     | 0     | 0      | 3     | 4:13 | − 9   | 0      |

| 4. August | Belgien  | Niederlande | 3:3 |
| 5. August | Schweden | Niederlande | 3:5 |
| 5. August | Belgien  | Spanien     | 4:1 |

Gruppe L
| Platz | Team       | Siege | Unent. | Ndlg. | Tore  | Diff. | Punkte |
| ----- | ---------- | ----- | ------ | ----- | ----- | ----- | ------ |
| 1.    | Italien    | 3     | 0      | 0     | 14:6  | + 8   | 6      |
| 2.    | Ungarn     | 2     | 0      | 1     | 13:10 | + 3   | 4      |
| 3.    | Frankreich | 0     | 1      | 2     | 9:13  | − 4   | 1      |
| 4.    | Ägypten    | 0     | 1      | 2     | 6:13  | − 7   | 1      |

| 4. August | Italien | Ägypten    | 5:1 |
| 4. August | Ungarn  | Frankreich | 5:4 |
| 5. August | Italien | Frankreich | 5:2 |

### Finalrunde
Platz 1 bis 4
| Platz | Team        | Siege | Unent. | Ndlg. | Tore | Diff. | Punkte |
| ----- | ----------- | ----- | ------ | ----- | ---- | ----- | ------ |
| 1.    | Italien     | 3     | 0      | 0     | 12:7 | + 5   | 6      |
| 2.    | Ungarn      | 1     | 1      | 1     | 10:8 | + 2   | 3      |
| 3.    | Niederlande | 0     | 2      | 1     | 9:11 | − 2   | 2      |
| 4.    | Belgien     | 0     | 1      | 2     | 5:10 | − 5   | 1      |

| 6. August | Ungarn      | Niederlande | 4:4 |
| 6. August | Belgien     | Italien     | 2:4 |
| 7. August | Belgien     | Ungarn      | 0:3 |
| 7. August | Niederlande | Italien     | 2:4 |

Platz 5 bis 8
| Platz | Team       | Siege | Unent. | Ndlg. | Tore | Diff. | Punkte |
| ----- | ---------- | ----- | ------ | ----- | ---- | ----- | ------ |
| 5.    | Schweden   | 2     | 1      | 0     | 8:4  | + 4   | 5      |
| 6.    | Frankreich | 1     | 2      | 0     | 6:5  | + 1   | 4      |
| 7.    | Ägypten    | 1     | 1      | 1     | 8:7  | + 1   | 3      |
| 8.    | Spanien    | 0     | 0      | 3     | 3:9  | − 6   | 0      |

| 6. August | Schweden | Ägypten    | 3:2 |
| 6. August | Spanien  | Frankreich | 1:2 |
| 7. August | Spanien  | Ägypten    | 1:3 |
| 7. August | Schweden | Frankreich | 1:1 |

## Quelle
- Volker Kluge: Olympische Sommerspiele. Die Chronik II. London 1948 – Tokio 1964. Sportverlag Berlin, Berlin 1998, ISBN 3-328-00740-7, S. 101–102.